# Força naval salvadorenca
La Força naval salvadorenca (FNS) és una de les tres branques permanents en què es divideixen les Forces armades de la República de El Salvador. El seu comandament és exercit pel Cap de l'Estat Major General de la Força naval. La institució es va fundar el 12 d'octubre del 1952, i va iniciar les seves operacions amb 50 efectius, entre oficials i mariners.

## Missió
Defensar la sobirania de l'Estat i la integritat de l'espai marítim nacional, donar suport a les forces de superfície en el compliment de les seves respectives missions, ajudar en el manteniment de la pau interna, prestar auxili en cas de desastre nacional, participar en tasques humanitàries, i estar en tot moment al servei del poble salvadorenc.

## Constitució de la República del Salvador
- Art. 49.- La Força naval és una branca permanent de les Forces armades salvadorenques, que consisteix en el component naval: la seva tasca doncs consisteix en l'entrenament, la preparació, i el desplegament de les unitats navals, està composta pel quarter general, la flota, les bases navals, les capitanies de port, els destacaments navals, i les unitats d'Infanteria de marina, dedicades a l'execució de missions de caràcter naval, en defensa de la sobirania i el territori nacional.

- Art. 50. - El Comandament de la Força naval serà exercit pel cap de l'Estat Major de la Força naval, que serà un Almirall, amb qualitats de comandament notables, i amb una trajectòria professional reconeguda. L'organització i funcions de la Força Naval seran regulades per un reglament intern.

- Art. 51.- La missió de la Força naval és exercida sobre la part del territori de la República, d'acord amb l'article 84 de la Constitució de la República, que comprèn el territori insular integrat per les illes que li corresponen a El Salvador:

Les aigües territorials i la comunitat del Golf de Fonseca, el qual és una badia històrica amb característiques de mar tancat, el seu règim està determinat pel dret internacional. La plataforma continental corresponent, les aigües interiors navegables, el mar, el subsòl, i el llit marí fins a una distància de 200 milles nàutiques des de la línia de la marea baixa, tot d'acord amb les regulacions del Dret internacional.

## Desenvolupament de la Força naval
A principis del 1949, es van contractar els serveis del ciutadà francès Enseigne Charles Sarrat com a assessor naval, que anteriorment havia format part de l'Armada de França, i més endavant es va convertir en el primer director de l'Escola de la Marina Salvadorenca.
El 5 de setembre del 1949, el Govern emet el Decret legislatiu Nº 804, a on es va autoritzar la creació de l'Escola de Marina i automàticament es creà el departament de la Marina del ministeri de Defensa.
El gener del 1950 s'emet l'ordre general en la qual s'autoritza el trasllat de vuit oficials que s'integraren en els cursos de la Marina. Aleshores, es va ordenar a totes les guarnicions militars enviar voluntaris per integrar la nova branca, al curs de marineria es presentaren 100 aspirants, que després es destacarien als Ports de la Libertad, Acajutla i La Unión.
El 5 de gener del 1950, l'Escola de Marina no tenia un local propi, de manera que en aquesta data se li va assignar un hangar de la Força Aèria, on es van albergar els cursos d'oficials, i es van iniciar les classes teòriques, les pràctiques de navegació, rem, vela, i propulsió, es van fer al llac Ilopango, utilitzant llanxes i embarcacions de fusta amb rems.
A través de les patrulles marítimes, cal protegir els recursos marítims, la sobirania a la frontera del Golf de Fonseca i la vida dels pescadors. Pel que fa al combat contra el narcotràfic, en aquest moment, hi ha un projecte d'adquisició de més llanxes de desembarcament per transportar-se a les diferents illes, a més, hi ha un projecte a nivell de la República en l'aspecte de certificar els ports nacionals que estan a punt de ser activats. En aquest sentit, es necessiten més unitats marítimes per brindar seguretat. Aquest pla serà executat en uns deu anys, amb fons del Ministeri de la Defensa, que ascendeixen a 115 milions de dòlars.

## Infanteria de marina
El batalló d'Infanteria de marina 12 d'Octubre, va ser fundat el 15 de gener de 1985. Aquesta unitat té com a principal missió dur a terme accions tàctiques amfíbies, en ambients propers a la costa, aigües interiors i continentals nacionals, amb el propòsit d'ajudar el compliment de la missió de la Força naval en defensa de la sobirania i la integritat del territori marítim.
El batalló 12 d'Octubre, és una unitat de les Forces especials amfíbies. Dona suport a la població civil en casos d'emergència nacional. La principal característica de la unitat és la seva alta mobilitat per actuar en ambients pròxims a la costa, aigües interiors i continentals. Dins d'aquest batalló podem trobar el comandament amfibi, que és la unitat d'elit de la infanteria de marina, entrenada als Estats Units per donar suport a la Força naval salvadorenca.